# Тимофеевское (Вологодский район)
Тимофеевское — деревня в Вологодском районе Вологодской области.
Входит в состав Лесковского сельского поселения, с точки зрения административно-территориального деления — в Лесковский сельсовет.
Расстояние по автодороге до районного центра Вологды — 19 км, до центра муниципального образования Лесково — 4 км. Ближайшие населённые пункты — Лесково, Починок, Шоломово, Юрьево, Отрадное, Есиково, Колкино, Еремеево.
По данным переписи в 2002 году постоянного населения не было.